# Kokoro Fujii
Pour les articles homonymes, voir Fujii.
Kokoro Fujii (藤井快, Fujii Kokoro), né le 30 novembre 1992, est un grimpeur japonais, spécialiste de l’escalade de bloc.

## Biographie
Sur le circuit de la coupe du monde, Kokoro Fujii se classe premier lors des étapes de Vail en 2016 et Meiringen en 2017. 
Il participe en 2019 au tournoi qualificatif pour les Jeux olympiques de Tokyo, qu’il remporte, mais sans pouvoir être qualifié puisque les quotas alloués aux athlètes japonais sont déjà atteints.
En 2021, il remporte le championnat japonais de bloc puis s’impose aux championnats du monde à Moscou devant son compatriote Tomoa Narasaki.

## Palmarès

### Championnats du monde
- 2021 : Championnats du monde d'escalade à Moscou,  Russie
  -  Médaille d'or en bloc

### Coupe du monde
- 2016 : 
  -  Médaille d’argent du classement en bloc[5]
  -  Médaille de bronze du classement combiné
- 2017 :
  -  Médaille de bronze du classement combiné

### Jeux mondiaux
- 2022 à Birmingham,  États-Unis
  -  Médaille d'argent en bloc